# Peter Hoondert
Peter Hoondert (né le 18 août 1961 à Heinkenszand,) est un coureur cycliste néerlandais, actif des années 1970 à 1990.

## Biographie
Peter Hoondert passe professionnel en 1986 au sein de l'équipe PDM-Ultima-Concorde. Durant sa première saison, il termine deuxième du Tour du Limbourg. L'année suivante, il s'impose sur une étape du Herald Sun Tour. Il continue ensuite de concourir au niveau professionnel jusqu'en 1990, avant de redescendre chez les amateurs. 
Après sa carrière cycliste, il exerce le métier de boucher à 's-Heer Arendskerke. 

## Palmarès et résultats

### Palmarès par année
- 1982
  - Omloop van de Baronie
  - Gand-Staden
  - 2e de l'Omloop van de Braakman
- 1984
  - 2e de la Flèche flamande
- 1985
  - 2e de Gand-Staden
- 1986
  - 2e du Tour du Limbourg
- 1987
  - 15e étape du Herald Sun Tour
- 1989
  - 1reb étape du Tour de Murcie (contre-la-montre par équipes)
- 1995
  - Omloop van de Glazen Stad
  - 3e de Gand-Staden

### Résultats sur les grands tours

#### Tour d'Espagne
3 participations
- 1986 : 94e
- 1987 : disqualifié (2e étape)
- 1990 : 126e